# Calamus pogonacanthus
Calamus pogonacanthus är en enhjärtbladig växtart som beskrevs av Odoardo Beccari och Hubert J.P. Winkler. Calamus pogonacanthus ingår i släktet Calamus och familjen Arecaceae. Inga underarter finns listade i Catalogue of Life.